# Don Camillo e i giovani d'oggi (romanzo)
Don Camillo e i giovani d'oggi è un romanzo della serie Mondo piccolo di Giovannino Guareschi, pubblicato postumo nel 1969. Solo nel 1996 la Rizzoli pubblica il libro con il titolo originale scelto dall'autore, Don Camillo e don Chichì, ripristinando il testo originale dei manoscritti, modificati in precedenza da un intervento redazionale con tagli e modifiche, e l'aggiunta di un intero capitolo eliminato dall'editor, "Don Chichì procede come un panzer".

## Trama
Don Camillo e Peppone hanno molti problemi: al primo viene chiesto di "raddrizzare" la nipotina Cat (diminutivo di Caterpillar) inviatagli dalla madre, diventata una ragazzaccia, mentre il vescovo vuole che si aggiorni seguendo le nuove direttive del Concilio Vaticano II, sotto la guida del giovane parroco don Francesco, soprannominato dispregiativamente in paese don Chichì. Il secondo deve invece sopportare i dottori Bognoni, che lo accusano di imborghesimento perché ha avviato una vendita di elettrodomestici al posto della sua officina, mentre il figlio capellone Michele detto Veleno lo fa disperare per le sue "imprese" (fra cui fare bere olio di fegato di merluzzo ai due coniugi Bognoni per ciò che hanno detto di suo padre). Alla fine però tutto torna alla normalità e inaspettatamente Cat e Veleno, che all'inizio non si potevano sopportare, finiscono con l'innamorarsi e, alla fine, si sposano.

## Personaggi
- Don Camillo
- Peppone
- Cat
- Michele, detto Veleno
- Don Chichì
- Ringo: ex ragazzo di Cat
- I dottori Bognoni e la moglie farmacista

## Edizioni
- Giovannino Guareschi, Mondo Piccolo. "Don Camillo e i giovani d'oggi", Rizzoli, Milano, I ed. 1969, pp. 216, diciassette disegni dell'autore.
- id., id., Collana scrittori d'oggi per la scuola, Rizzoli, Milano, 1972.
- id., id., BUR, Milano, I ed. 1979 - 1980.
- id., Don Camillo e don Chichì. ("Don Camillo e i giovani d'oggi"). Mondo piccolo, Collana Opere di Guareschi, Rizzoli, Milano, I ed. novembre 1996, pp. 228, ISBN 88-17-66407-3.
- id., Mondo piccolo. Don Camillo e don Chichì, BUR, Milano, 2000, ISBN 978-88-17-05323-5